# ۴۳۰ (قمری)
۴۳۰ (قمری)، چهارصد و سی‌امین سال در گاهشماری هجری قمری است. اول محرم این سال برابر با نهم اکتبر سال ۱۰۳۸ میلادی است.

## وابسته
- ثعالبی